# 4N1K
Pour plus de détails, voir Fiche technique et Distribution.
4N1K est une comédie turque réalisée par Deniz Coşkun, sortie le 12 mai 2017.
Elle connait un succès dans son pays en restant première du box-office turc de 2017 pendant deux semaines.

## Synopsis
Comédie romantique sur la vie d'adolescents.

## Distribution
- Gözde Mutluer
- Hasan Denizyaran
- Burak Yörük